# Festuca glumosa
Festuca glumosa là một loài cỏ thuộc họ Poaceae.
Loài này chỉ có ở Ecuador.